# Вроцлавски окръг
Вроцлавски окръг (на полски: Powiat wrocławski) е окръг в Югозападна Полша, Долносилезко войводство. Заема площ от 1117,70 км2. Административен център е град Вроцлав, който не е част от окръга.

## География
Окръгът се намира в историческата област Долна Силезия. Разположен е в източната част на войводството.

## Население
Населението на окръга възлиза на 121 651 души (2012 г.). Гъстотата е 109 души/км2.

## Административно деление
Административно окръгът е разделен на 9 общини.
Градско-селски общини:
- Община Конти Вроцлавско
- Община Соботка
- Община Шехнице

Селски общини:
- Община Длуголенка
- Община Журавина
- Община Йорданов Силезки
- Община Кобежице
- Община Метков
- Община Черница

## Фотогалерия
- Конти Вроцлавско
- Соботка
- Шехнице